# Collegio di Upper Bann
Upper Bann è un collegio elettorale nordirlandese della Camera dei comuni del Parlamento del Regno Unito. Elegge un membro del Parlamento con il sistema maggioritario a turno unico. Il rappresentante del collegio, dal 2019, è Carla Lockhart del Partito Unionista Democratico.

## Estensione
- 1983–1997: distretto di Craigavon, i ward del distretto di Banbridge di Ballydown, Central, Edenderry, Gilford, Lawrencetown, Loughbrickland e Seapatrick.
- dal 1997: distretto di Craigavon, i ward del distretto di Banbridge di Ballydown, Banbridge West, Edenderry, Fort, Gilford, Lawrencetown, Loughbrickland, Seapatrick e The Cut.

Il collegio fu creato nel 1983, quando i collegi nordirlandesi furono aumentati da 12 a 17; è costituito dalle aree dell'ex collegio di Armagh e South Down. Le modifiche del 1995 non hanno visto importanti cambiamenti, e attualmente copre l'intero distretto di Craigavon e parte di Banbridge.
Nel 2005 la Boundary Commission pubblicò delle raccomandazioni per la modifica dei confini dei collegi dell'Irlanda del Nord; propose di trasferire piccole parti di Upper Bann a South Down e a Lagan Valley; a seguito di una consultazione pubblica, la Commissione rivide le sue proposte, che furono poi approvate dal Parlamento.

## Storia
Il collegio conta una maggioranza unionista, anche se i voti combinati dei partiti nazionalisti sono riusciti a raggiungere alle elezioni anche il 35%. Il Partito Unionista dell'Ulster (UUP) è stato tradizionalmente dominante nell'area, anche se negli ultimi anni è stato soppiantato dal Partito Unionista Democratico (DUP). Il collegio contiene Portadown e Drumcree, luoghi chiave per l'Ordine di Orange, e sia le elezioni locali che le elezioni per l'Assemblea dell'Irlanda del Nord hanno visto ottenere buoni risultati ai candidati indipendenti che si presentavano su programmi dell'Ordine.
Nel 1990 il deputato in carica Harold McCusker morì e l'elezione suppletiva seguente fu degna di nota in quanto fu la prima volta dai primi anni settanta in cui i due principali partiti politici britannici si candidarono in un'elezione parlamentare nordirlandese, ossia il Partito Conservatore e il Partito Social Democratico. Il risultato fu tuttavia deludente per i conservatori, mentre i social democratici ottennero solo 154 voti. In quell'elezione suppletiva, venne eletto David Trimble, che cinque anni dopo divenne leader dell'UUP.
Alle elezioni generali del 2001 vi fu la voce che il leader del DUP Ian Paisley si sarebbe candidato alle elezioni con lo scopo di battere Trimble, ma alla fine Paisely si candidò a North Antrim e il DUP candidò invece David Simpson; la campagna fu tra le più aspre dell'intera Irlanda del Nord, con Trimble che subì gravi attacchi personali. Tuttavia egli beneficiò della decisione del Partito dell'Alleanza dell'Irlanda del Nord di non candidarsi nel collegio, ma invece di sostenerlo. Alla fine Trimble riuscì a mantenere il seggio battendo Simpson di 2.058 voti.
Nelle successive elezioni nordirlandesi del 2003 il DUP arrivò secondo dietro a UUP per soli 386 voti; alle elezioni generali del 2005 Trimble fu sconfitto da Simpson, che mantenne il seggio alle elezioni generali del 2010, anche se il voto al UUP rimase statico. Il voto nazionalista continuò invece a crescere.

## Membri del parlamento
| Elezione | Elezione       | Deputato        | Partito               |
| -------- | -------------- | --------------- | --------------------- |
|          | 1983           | Harold McCusker | Unionista dell'Ulster |
| 1990 (S) | David Trimble  |                 | Unionista dell'Ulster |
|          | 2005           | David Simpson   | Unionista Democratico |
| 2019     | Carla Lockhart |                 | Unionista Democratico |

## Risultati elettorali

### Elezioni negli anni 2020
| Partito                    | Partito                          | Candidato                  | Risultati 4 luglio 2024 | Risultati 4 luglio 2024 |
| Partito                    | Partito                          | Candidato                  | Voti                    | %                       |
| -------------------------- | -------------------------------- | -------------------------- | ----------------------- | ----------------------- |
|                            | DUP                              | Carla Lockhart             | 21 642                  | 45,70                   |
|                            | Sinn Féin                        | Catherine Nelson           | 14 236                  | 30,06                   |
|                            | Alleanza                         | Eóin Tennyson              | 6 322                   | 13,35                   |
|                            | UUP                              | Kate Evans                 | 3 662                   | 7,73                    |
|                            | SDLP                             | Malachy Quinn              | 1 496                   | 3,16                    |
|                            |                                  |                            |                         |                         |
| Iscritti                   | Iscritti                         | Iscritti                   | 81 249                  | 100,00                  |
| ↳ Votanti (% su iscritti)  | ↳ Votanti (% su iscritti)        | ↳ Votanti (% su iscritti)  | 47 358                  | 58,29                   |
| ↳ Astenuti (% su iscritti) | ↳ Astenuti (% su iscritti)       | ↳ Astenuti (% su iscritti) | 33 891                  | 41,71                   |
|                            |                                  |                            |                         |                         |
|                            | Esito: collegio confermato a DUP |                            |                         |                         |

### Elezioni negli anni 2010
| Partito                    | Partito                          | Candidato                  | Risultati 12 dicembre 2019 | Risultati 12 dicembre 2019 |
| Partito                    | Partito                          | Candidato                  | Voti                       | %                          |
| -------------------------- | -------------------------------- | -------------------------- | -------------------------- | -------------------------- |
|                            | DUP                              | Carla Lockhart             | 20 501                     | 40,97                      |
|                            | Sinn Féin                        | John O'Dowd                | 12 291                     | 24,56                      |
|                            | Alleanza                         | Eóin Tennyson              | 6 433                      | 12,85                      |
|                            | UUP                              | Doug Beattie               | 6 197                      | 12,38                      |
|                            | SDLP                             | Dolores Kelly              | 4 623                      | 9,24                       |
|                            |                                  |                            |                            |                            |
| Iscritti                   | Iscritti                         | Iscritti                   | 82 856                     | 100,00                     |
| ↳ Votanti (% su iscritti)  | ↳ Votanti (% su iscritti)        | ↳ Votanti (% su iscritti)  | 50 045                     | 60,40                      |
| ↳ Astenuti (% su iscritti) | ↳ Astenuti (% su iscritti)       | ↳ Astenuti (% su iscritti) | 32 811                     | 39,60                      |
|                            |                                  |                            |                            |                            |
|                            | Esito: collegio confermato a DUP |                            |                            |                            |

| Partito                    | Partito                          | Candidato                  | Risultati 8 giugno 2017 | Risultati 8 giugno 2017 |
| Partito                    | Partito                          | Candidato                  | Voti                    | %                       |
| -------------------------- | -------------------------------- | -------------------------- | ----------------------- | ----------------------- |
|                            | DUP                              | David Simpson              | 22 316                  | 43,54                   |
|                            | Sinn Féin                        | John O'Dowd                | 14 325                  | 27,95                   |
|                            | UUP                              | Doug Beattie               | 7 900                   | 15,41                   |
|                            | SDLP                             | Declan McAlinden           | 4 397                   | 8,58                    |
|                            | Alleanza                         | Tara Doyle                 | 2 319                   | 4,52                    |
|                            |                                  |                            |                         |                         |
| Iscritti                   | Iscritti                         | Iscritti                   | 80 214                  | 100,00                  |
| ↳ Votanti (% su iscritti)  | ↳ Votanti (% su iscritti)        | ↳ Votanti (% su iscritti)  | 51 257                  | 63,90                   |
| ↳ Astenuti (% su iscritti) | ↳ Astenuti (% su iscritti)       | ↳ Astenuti (% su iscritti) | 28 957                  | 36,10                   |
|                            |                                  |                            |                         |                         |
|                            | Esito: collegio confermato a DUP |                            |                         |                         |

| Partito                    | Partito                          | Candidato                  | Risultati 7 maggio 2015 | Risultati 7 maggio 2015 |
| Partito                    | Partito                          | Candidato                  | Voti                    | %                       |
| -------------------------- | -------------------------------- | -------------------------- | ----------------------- | ----------------------- |
|                            | DUP                              | David Simpson              | 15 430                  | 32,68                   |
|                            | UUP                              | Jo-Anne Dobson             | 13 166                  | 27,88                   |
|                            | Sinn Féin                        | Catherine Seeley           | 11 593                  | 24,55                   |
|                            | SDLP                             | Dolores Kelly              | 4 238                   | 8,98                    |
|                            | Alleanza                         | Peter Lavery               | 1 780                   | 3,77                    |
|                            | CISTA                            | Martin Kelly               | 460                     | 0,97                    |
|                            | Lavoratori                       | Damien Harte               | 351                     | 0,74                    |
|                            | Conservatori                     | Amandeep Singh Bhogal      | 201                     | 0,43                    |
|                            |                                  |                            |                         |                         |
| Iscritti                   | Iscritti                         | Iscritti                   | 80 032                  | 100,00                  |
| ↳ Votanti (% su iscritti)  | ↳ Votanti (% su iscritti)        | ↳ Votanti (% su iscritti)  | 47 219                  | 59,00                   |
| ↳ Astenuti (% su iscritti) | ↳ Astenuti (% su iscritti)       | ↳ Astenuti (% su iscritti) | 32 813                  | 41,00                   |
|                            |                                  |                            |                         |                         |
|                            | Esito: collegio confermato a DUP |                            |                         |                         |

| Partito                    | Partito                          | Candidato                  | Risultati 6 maggio 2010 | Risultati 6 maggio 2010 |
| Partito                    | Partito                          | Candidato                  | Voti                    | %                       |
| -------------------------- | -------------------------------- | -------------------------- | ----------------------- | ----------------------- |
|                            | DUP                              | David Simpson              | 14 000                  | 33,83                   |
|                            | UCU-NF                           | Harry Hamilton             | 10 639                  | 25,71                   |
|                            | Sinn Féin                        | John O'Dowd                | 10 237                  | 24,74                   |
|                            | SDLP                             | Dolores Kelly              | 5 276                   | 12,75                   |
|                            | Alleanza                         | Brendan Heading            | 1 231                   | 2,97                    |
|                            |                                  |                            |                         |                         |
| Iscritti                   | Iscritti                         | Iscritti                   | 74 833                  | 100,00                  |
| ↳ Votanti (% su iscritti)  | ↳ Votanti (% su iscritti)        | ↳ Votanti (% su iscritti)  | 41 383                  | 55,30                   |
| ↳ Astenuti (% su iscritti) | ↳ Astenuti (% su iscritti)       | ↳ Astenuti (% su iscritti) | 33 450                  | 44,70                   |
|                            |                                  |                            |                         |                         |
|                            | Esito: collegio confermato a DUP |                            |                         |                         |

### Elezioni negli anni 2000
| Partito                    | Partito                            | Candidato                  | Risultati 5 maggio 2005 | Risultati 5 maggio 2005 |
| Partito                    | Partito                            | Candidato                  | Voti                    | %                       |
| -------------------------- | ---------------------------------- | -------------------------- | ----------------------- | ----------------------- |
|                            | DUP                                | David Simpson              | 16 679                  | 37,63                   |
|                            | UUP                                | David Trimble              | 11 281                  | 25,45                   |
|                            | Sinn Féin                          | John O'Dowd                | 9 305                   | 20,99                   |
|                            | SDLP                               | Dolores Kelly              | 5 747                   | 12,97                   |
|                            | Alleanza                           | Alan Castle                | 955                     | 2,15                    |
|                            | Lavoratori                         | Tom French                 | 355                     | 0,80                    |
|                            |                                    |                            |                         |                         |
| Iscritti                   | Iscritti                           | Iscritti                   | 72 421                  | 100,00                  |
| ↳ Votanti (% su iscritti)  | ↳ Votanti (% su iscritti)          | ↳ Votanti (% su iscritti)  | 44 322                  | 61,20                   |
| ↳ Astenuti (% su iscritti) | ↳ Astenuti (% su iscritti)         | ↳ Astenuti (% su iscritti) | 28 099                  | 38,80                   |
|                            |                                    |                            |                         |                         |
|                            | Esito: collegio passa da UUP a DUP |                            |                         |                         |

| Partito                    | Partito                          | Candidato                  | Risultati 7 giugno 2001 | Risultati 7 giugno 2001 |
| Partito                    | Partito                          | Candidato                  | Voti                    | %                       |
| -------------------------- | -------------------------------- | -------------------------- | ----------------------- | ----------------------- |
|                            | UUP                              | David Trimble              | 17 095                  | 33,50                   |
|                            | DUP                              | David Simpson              | 15 037                  | 29,46                   |
|                            | Sinn Féin                        | Dara O'Hagan               | 10 771                  | 21,10                   |
|                            | SDLP                             | Dolores Kelly              | 7 607                   | 14,90                   |
|                            | Lavoratori                       | Tom French                 | 527                     | 1,03                    |
|                            |                                  |                            |                         |                         |
| Iscritti                   | Iscritti                         | Iscritti                   | 72 598                  | 100,00                  |
| ↳ Votanti (% su iscritti)  | ↳ Votanti (% su iscritti)        | ↳ Votanti (% su iscritti)  | 51 037                  | 70,30                   |
| ↳ Astenuti (% su iscritti) | ↳ Astenuti (% su iscritti)       | ↳ Astenuti (% su iscritti) | 21 561                  | 29,70                   |
|                            |                                  |                            |                         |                         |
|                            | Esito: collegio confermato a UUP |                            |                         |                         |

## Risultati dei referendum

### Referendum sulla permanenza del Regno Unito nell'Unione europea del 2016
|  | Collegio         | Lasciare UE % | Rimanere in UE % |
|  | ---------------- | ------------- | ---------------- |
|  | Upper Bann       | 52,60%        | 47,40%           |
|  | Irlanda del Nord | 44,22%        | 55,78%           |
|  | Regno Unito      | 51,89%        | 48,11%           |